# Darkwoods My Betrothed
Darkwoods My Betrothed est un groupe de black metal finlandais, originaire de Kitee.

## Biographie
Darkwoods My Betrothed est formé en 1993 sous le nom de Virgin Cunt. Le groupe enregistre sa première démo, Dark Aureolis Gathering, en 1994.
Ils publient leur premier album Heirs of the Northstar en 1995 au label Hammerheart Productions. 1996 assiste à la sortie du deuxième album, Autumn Roars Thunder, au label Solistitium. 
En 1998, le groupe revient avec Witch-Hunts, un album-concept orienté viking metal.  Après quelques années de séparation après la publication de Witch-Hunts, le groupe se sépare et revient brièvement pour la démo Dark Aureoles Gathering publiée en 2000, limitée à 250 exemplaires, par Cryonics Records. Le groupe ne donne plus signe de vie depuis.

## Membres

### Derniers membres
- Spellgoth - chant
- Julma aka Emperor Nattasett aka Pasi - guitare basse
- Icelord - guitare
- Larha - batterie
- Magician - clavier

### Anciens membres
- Hexenmeister (Teemu) - guitare basse
- Erno Vuorinen - guitare
- Ante Mortem - guitare
- Hallgrim (Jouni) - guitare
- Tero Leinonen - batterie
- Tuomas Holopainen - clavier

## Discographie

### Albums studio
- 1995 : Heirs of the Northstar
- 1996 : Autumn Roars Thunder
- 1999 : Witch-Hunts

### Compilation
- 2000 : Dark Aureoles Gathering

### Démos
- 1994 : Dark Aureolis Gathering